# اسپیتاکشن (مارتونی)
اسپیتاکشن (به ارمنی: Սպիտակաշեն) یک منطقهٔ مسکونی در جمهوری آرتساخ است که در استان مارتونی واقع شده‌است.